# Wereldkampioenschappen baanwielrennen 1950
De wereldkampioenschappen baanwielrennen 1950 werden in augustus 1920 gehouden in het Stade Vélodrome de Rocourt in het Belgische Rocourt. Er stonden vijf onderdelen op het programma, drie voor beroepsrenners en twee voor amateurs.

## Uitslagen

### Beroepsrenners
| Onderdeel     | Goud               | Goud                | Zilver         | Zilver    | Brons             | Brons     |
| ------------- | ------------------ | ------------------- | -------------- | --------- | ----------------- | --------- |
| Sprint        | Reginald Harris    | Verenigd Koninkrijk | Arie van Vliet | Nederland | Jan Derksen       | Nederland |
| Achtervolging | Antonio Bevilacqua | Italië              | Wim van Est    | Nederland | Paul Matteoli     | Frankrijk |
| Stayeren      | Raoul Lesueur      | Frankrijk           | Jan Pronk      | Nederland | Georges Sérès jr. | Frankrijk |

### Amateurs
| Onderdeel     | Goud             | Goud      | Zilver       | Zilver    | Brons                 | Brons     |
| ------------- | ---------------- | --------- | ------------ | --------- | --------------------- | --------- |
| Sprint        | Maurice Verdeun  | Frankrijk | Pierre Even  | Frankrijk | Jan Hijzelendoorn jr. | Nederland |
| Achtervolging | Sydney Patterson | Australië | Aldo Gandini | Italië    | Guido Messina         | Italië    |

### Medaillespiegel
| Plaats | Land                | Goud | Zilver | Brons | Totaal |
| 1      | Frankrijk           | 2    | 1      | 2     | 5      |
| 2      | Italië              | 1    | 1      | 1     | 3      |
| 3      | Australië           | 1    | 0      | 0     | 1      |
| 3      | Verenigd Koninkrijk | 1    | 0      | 0     | 1      |
| 5      | Nederland           | 0    | 3      | 2     | 5      |
| Totaal | Totaal              | 5    | 5      | 5     | 15     |